# Aguais
El Aguais (o Landas de Dax) es una región natural y una antigua circunscripción de la histórica provincia de Gascuña. Situada en el actual territorio del departamento de las Landas, corresponde al área de influencia de Dax.

## Geografía
Una parte del Aguais se encuentra en las Landas de Gascuña, constituyendo las Landas de Dax. Se define como una región natural.

## Historia
La etimología de Aguais es la misma que la de la ciudad de Dax. Este es el latín Aquae: el agua. Unidos históricamente a Chalosse, Dax y Aguais se encuentran sin embargo en la encrucijada de varias regiones: Chalosse al sureste, Maremne y Seignanx al suroeste, Marensin al noroeste y Gran Landa al norte. Es, durante la Revolución francesa, uno de los antiguos distritos electorales de la histórica provincia de Gascuña.

## Cultura
El francés es el idioma oficial, hablado y entendido por toda la población. El gascón es la lengua vernácula, todavía en uso en las zonas rurales de Aguais.